# Tatiana Proskouriakoff
Tatyana Avenirovna Proskuriakova (Татьяна Авенировна Проскурякóва), född 23 januari 1909 i Tomsk, död 30 augusti 1985 i Cambridge, Massachusetts, var en rysk-amerikansk epigrafiker, språkforskare och Maya-specialist. Hon var en etnograf och arkeolog, som bidrog stort till att tolka och läsa mayaskriftens glyfer, den precolumbianska Mayakulturens i Mesoamerika skrivsystem.